# Danny DeVito
Danny DeVito (* 17. listopadu 1944 Neptune Township, New Jersey) je americký herec, režisér a na Oscara nominovaný filmový producent známý pro svou malou postavu. Narodil se jako Daniel Michael DeVito v malém městečku v americkém státě New Jersey. Jeho rodiče jsou italsko-američtí katolíci. Vystudoval vysokou školu v Asbury Parku.

## Životopis
S celovečerním filmem začal koncem 60. let. V roce 1975 ztělesnil jednoho z pacientů v dramatu Miloše Formana Přelet nad kukaččím hnízdem. Stejnou roli ztělesnil už v divadelní hře, podle které oscarový film vznikl. Mezinárodního věhlasu dosáhl po boku Michaela Douglase a Kathleen Turner v romantických dobrodružných filmech Honba za diamantem a Honba za klenotem Nilu, a také díky černé komedii Válka Roseových, kterou i režíroval.
Známým se stal ve Spojených státech díky věrnému portrétu své televizní postavy „Louie De Palmy“ v populární ABC / NBC televizní sérii – Taxi (1978–1983). Několik epizod také režíroval. Protože však tento sitcom nebyl široce distribuován do zahraničí, ve většině ostatních zemí je známý primárně pro svou práci na celovečerních filmech.
Mezi mnoha oceněními, která získal, jsou mimo jiné nominace na Oscara za produkci snímku Stevena Soderbergha Erin Brockovich, šest nominací na Zlatý glóbus za herecké výkony včetně Zlatého glóbu za roli v jedné z nejúspěšnějších amerických TV komedií Taxi. Byl pětkrát nominován na cenu Emmy za herecký výkon. Tuto cenu získal za úlohu v seriálu Taxi. Jím režírované drama Hoffa s Jackem Nicholsonem v titulní roli bylo nominováno na Zlatého medvěda na MFF v Berlíně.
V roce 1992 se stal vůdčí osobností v produkční společnosti Jersey Films, která se zasloužila o mezinárodní věhlas a ocenění takových filmů jako Pulp Fiction: Historky z podsvětí, Muž na Měsíci Miloše Formana, Garden State, Chyťte ho!, Zakázané ovoce a mnoha dalších.
Spolu s režisérem Jakem Paltrowem uvedl na MFF v Karlových Varech 2007, kde také převzal Křišťálový glóbus za mimořádný umělecký přínos světovému filmu, komedii Hezké sny, soutěžní snímek, ve kterém vynikajícím způsobem ztvárnil postavu podivínského odborníka na lucidní snění.

## Osobní život
Od 28. ledna 1982 je ženatý s herečkou Rheou Perlmanovou, známou z amerického sitcomu Na zdraví, ale také z filmu Matilda, kde si právě s DeVitem zahráli rodiče Matildy. Mají spolu tři děti, syna Daniela (* 1987) a dcery Grace (* 1985) a Lucy (* 1983). V říjnu 2012 se po 30 letech manželství a více než 40 letech společného života rozešli, v březnu 2013 se pak usmířili. Podruhé se rozešli v březnu 2017, ale zůstali spolu ve smírném vztahu a Perlmanová uvedla, že nemají v úmyslu podat žádost o rozvod. V roce 2019 Perlmanová řekla v rozhovoru s Andym Cohenem, že se s DeVitem po rozchodu stali bližšími přáteli než v posledních letech jejich manželství. DeVito je demokrat a věrný stoupenec Bernieho Sanderse.

## Filmové role, výběr
- 2019 – Jumanji: Další level
- 2012 – Lorax (v roli Loraxe)
- 2010 – Rande v Římě
- 2009 – Muž v pokušení
- 2008 – Víno roku
- 2007 – Hezké sny
- 2006 – Našli mě naši
- 2006 – Budiž světlo
- 2005 – Buď v klidu
- 2002 – Austin Powers – Goldmember
- 2001 – Co horšího se může stát?
- 1999 – Muž na Měsíci
- 1999 – Smrt panen
- 1996 – Space Jam (dabing)
- 1996 – Matilda
- 1996 – Mars útočí!
- 1994 – Junior
- 1993 – Poslední akční hrdina (dabing)
- 1992 – Batman se vrací
- 1991 – Other people's money
- 1989 – Válka Roseových
- 1988 – Dvojčata
- 1985 – Honba za klenotem Nilu
- 1984 – Honba za diamantem
- 1975 – Přelet nad kukaččím hnízdem
- 1971 – Mortadela

## Režie
- 2003 – Baba na zabití
- 2002 – Smoochy
- 1996 – Matilda
- 1992 – Hoffa
- 1989 – Válka Roseových